# A magyar jégkorong-válogatott mérkőzései 2008-ban
A magyar jégkorong-válogatott 2008-ban több kiemelkedő sikert is elért. Mindenképpen a legfontosabb, hogy Japánban megnyerte a IIHF Divízió I-es Világbajnokságot, és ezzel jogot szerzett arra, hogy 2009-ben a magyar gárda a világ legjobbjai között játszhasson a világbajnokságon.
Az év végén Budapest adott otthont az Olimpiai előselejtező tornának, ahol ugyancsak az első helyen végzett, és így részt vehetett 2009 elején, Lettországban az újabb selejtezőtornán, ahonnan az első helyezett kvótát szerzett a 2010-es olimpiára.

## Eredmények
EIHC Torna
| 685. mérkőzés 2008. február 8. 17:00 (CET) | Ukrajna                                                    | 6 – 2                         | Magyarország           | Tilburg, IJssportcentrum Nézőszám: 110 Játékvezetők: Prezelj |
| 685. mérkőzés 2008. február 8. 17:00 (CET) | Navarenko 4' 57' Pastukh 6' Dyachenko 12' 49' Yakushyn 49' | (4:0, 0:1, 2:1) (Jegyzőkönyv) | Holéczy 23' Sofron 59' | Tilburg, IJssportcentrum Nézőszám: 110 Játékvezetők: Prezelj |

EIHC Torna
| 686. mérkőzés 2008. február 9. 20:30 (CET) | Magyarország                           | 3 – 0                         | Hollandia | Tilburg, IJssportcentrum Nézőszám: 1000 Játékvezetők: Luskan |
| 686. mérkőzés 2008. február 9. 20:30 (CET) | Ondrejcik 3' Kovács 38' Vaszjunyin 56' | (1:0, 1:0, 1:0) (Jegyzőkönyv) |           | Tilburg, IJssportcentrum Nézőszám: 1000 Játékvezetők: Luskan |

EIHC Torna
| 687. mérkőzés 2008. február 10. 12:30 (CET) | Magyarország                                     | 6 – 1                         | Horvátország | Tilburg, IJssportcentrum Nézőszám: 75 Játékvezetők: Luskan |
| 687. mérkőzés 2008. február 10. 12:30 (CET) | Holéczy 7' 37' Lencsés 11' Benk 12' Galanisz 38' | (3:0, 2:0, 1:1) (Jegyzőkönyv) | Novak 48'    | Tilburg, IJssportcentrum Nézőszám: 75 Játékvezetők: Luskan |

Barátságos mérkőzés
| 688. mérkőzés 2008. április 2. 17:00 (CET) | Magyarország                  | 3 – 1                         | Románia     | Kaposvár Nézőszám: 1200 Játékvezetők: Babic |
| 688. mérkőzés 2008. április 2. 17:00 (CET) | Holéczy 36' 48' Ennaffati 60' | (0:0, 1:1, 2:0) (Jegyzőkönyv) | Flueras 25' | Kaposvár Nézőszám: 1200 Játékvezetők: Babic |

Barátságos mérkőzés
| 689. mérkőzés 2008. április 4. 18:00 (CET) | Magyarország | 0 – 1                         | Lengyelország | Dunaújváros Nézőszám: 1400 Játékvezetők: Gebei |
| 689. mérkőzés 2008. április 4. 18:00 (CET) |              | (0:0, 0:0, 0:1) (Jegyzőkönyv) | Noworyta 53'  | Dunaújváros Nézőszám: 1400 Játékvezetők: Gebei |

Barátságos mérkőzés
| 690. mérkőzés 2008. április 5. 17:30 (CET) | Magyarország                          | 3 – 0                         | Lengyelország | Dunaújváros Nézőszám: 1500 Játékvezetők: Kincses |
| 690. mérkőzés 2008. április 5. 17:30 (CET) | Palkovics 20' Peterdi 40' Ladányi 41' | (1:0, 1:0, 1:0) (Jegyzőkönyv) |               | Dunaújváros Nézőszám: 1500 Játékvezetők: Kincses |

IIHF Divízió I-es Világbajnokság
| 691. mérkőzés 2008. április 13. 16:30 (CET) | Észtország                       | 3 – 5                         | Magyarország                         | Szapporo, Tsukisamu Arena Nézőszám: 978 Játékvezetők: Meszynski |
| 691. mérkőzés 2008. április 13. 16:30 (CET) | Ivanov 4' Makrov 25' Polozov 35' | (1:2, 2:1, 0:2) (Jegyzőkönyv) | Vas 8' 12' Kovács 40' 46' Fekete 52' | Szapporo, Tsukisamu Arena Nézőszám: 978 Játékvezetők: Meszynski |

IIHF Divízió I-es Világbajnokság
| 692. mérkőzés 2008. április 14. 16:30 (CET) | Magyarország                                                    | 6 – 0                         | Litvánia | Szapporo, Tsukisamu Arena Nézőszám: 363 Játékvezetők: Reid |
| 692. mérkőzés 2008. április 14. 16:30 (CET) | Vas 11' Ocskay 12' 59' Palkovics 30' Kovács 37' 59' Ladányi 60' | (2:0, 2:0, 2:0) (Jegyzőkönyv) |          | Szapporo, Tsukisamu Arena Nézőszám: 363 Játékvezetők: Reid |

IIHF Divízió I-es Világbajnokság
| 693. mérkőzés 2008. április 16. 20:00 (CET) | Magyarország                             | 4 – 2                         | Japán                  | Szapporo, Tsukisamu Arena Nézőszám: 1363 Játékvezetők: Meszynski |
| 693. mérkőzés 2008. április 16. 20:00 (CET) | Ladányi 27' Palkovics 28' 60' Ocskay 34' | (0:0, 3:1, 1:1) (Jegyzőkönyv) | Sato 38' Nishiwaki 46' | Szapporo, Tsukisamu Arena Nézőszám: 1363 Játékvezetők: Meszynski |

IIHF Divízió I-es Világbajnokság
| 694. mérkőzés 2008. április 18. 16:30 (CET) | Magyarország                  | 3 – 0                         | Horvátország | Szapporo, Tsukisamu Arena Nézőszám: 541 Játékvezetők: Baluska |
| 694. mérkőzés 2008. április 18. 16:30 (CET) | Peterdi 36' Palkovics 47' 50' | (0:0, 1:0, 2:0) (Jegyzőkönyv) |              | Szapporo, Tsukisamu Arena Nézőszám: 541 Játékvezetők: Baluska |

IIHF Divízió I-es Világbajnokság
| 695. mérkőzés 2008. április 19. 20:00 (CET) | Ukrajna                    | 2 – 4                         | Magyarország                              | Szapporo, Tsukisamu Arena Nézőszám: 2544 Játékvezetők: Reid |
| 695. mérkőzés 2008. április 19. 20:00 (CET) | Blagoi 38' Semenchenko 38' | (0:2, 2:1, 0:1) (Jegyzőkönyv) | Vas 11' Palkovics 20' Peterdi 22' Vas 60' | Szapporo, Tsukisamu Arena Nézőszám: 2544 Játékvezetők: Reid |

Olimpiai előselejtező torna
| 696. mérkőzés 2008. november 7. 18:00 (CET) | Magyarország                                                                                          | 9 – 1                         | Szerbia       | Budapest, Sportaréna Nézőszám: 6500 Játékvezetők: Tsernosov |
| 696. mérkőzés 2008. november 7. 18:00 (CET) | Svasznek 3' Ondrejcik 13' 24' Ladányi 14' Palkovics 17' Ocskay 44' Vaszjunyin 48' Vas 48' Horváth 45' | (4:0, 1:1, 4:0) (Jegyzőkönyv) | Ondrejcik 24' | Budapest, Sportaréna Nézőszám: 6500 Játékvezetők: Tsernosov |

Olimpiai előselejtező torna
| 697. mérkőzés 2008. november 8. 17:30 (CET) | Horvátország  | 1 – 6                         | Magyarország                                                      | Budapest, Sportaréna Nézőszám: 7898 Játékvezetők: Andersen |
| 697. mérkőzés 2008. november 8. 17:30 (CET) | Ciganovic 46' | (0:2, 0:3, 1:1) (Jegyzőkönyv) | Horváth 7' Ocskay 9' Vas 26' Peterdi 29' Ondrejcik 40' Fekete 60' | Budapest, Sportaréna Nézőszám: 7898 Játékvezetők: Andersen |

Olimpiai előselejtező torna
| 698. mérkőzés 2008. november 8. 17:30 (CET) | Magyarország                                    | 5 – 2                         | Litvánia                    | Budapest, Sportaréna Nézőszám: 8520 Játékvezetők: Aumuller |
| 698. mérkőzés 2008. november 8. 17:30 (CET) | Vas 7' 49' Holéczy 9' Ladányi 14' Palkovics 52' | (3:1, 0:0, 2:1) (Jegyzőkönyv) | Kuliesius 14' Kaminskas 48' | Budapest, Sportaréna Nézőszám: 8520 Játékvezetők: Aumuller |

## Külső hivatkozások
- A Magyar Jégkorong Szövetség hivatalos honlapja